# Acanthosepion smithi
Acanthosepion smithi (лат.) — вид головоногих из рода Acanthosepion семейства настоящие каракатицы отряда каракатицы.
Максимальная длина тела самца 14 см, самки 15. Обитает в Индо-Тихоокеанской области у берегов северной Австралии. Донное животное, встречается на глубине от 7 до 138 м. Безвреден для человека и не является объектом промысла. Считается видом под наименьшей угрозой.